# 蘇希 (米日吉里亞區)
48°34′56″N 23°25′32″E / 48.58222°N 23.42556°E
蘇希（烏克蘭語：Сухий）是烏克蘭西部的村莊，隸屬外喀爾巴阡州的胡斯特區。該村始建於1400年，面積4.23平方公里，海拔高度255米，2001年人口395，人口密度每平方公里93.38人。